# سفارة الولايات المتحدة في التشيك
سفارة الولايات المتحدة في التشيك هي أرفع تمثيل دبلوماسي لدولة الولايات المتحدة لدى التشيك. تقع السفارة في براغ وهي تهدف لتعزيز المصالح الأمريكية في التشيك.

## معرض صور

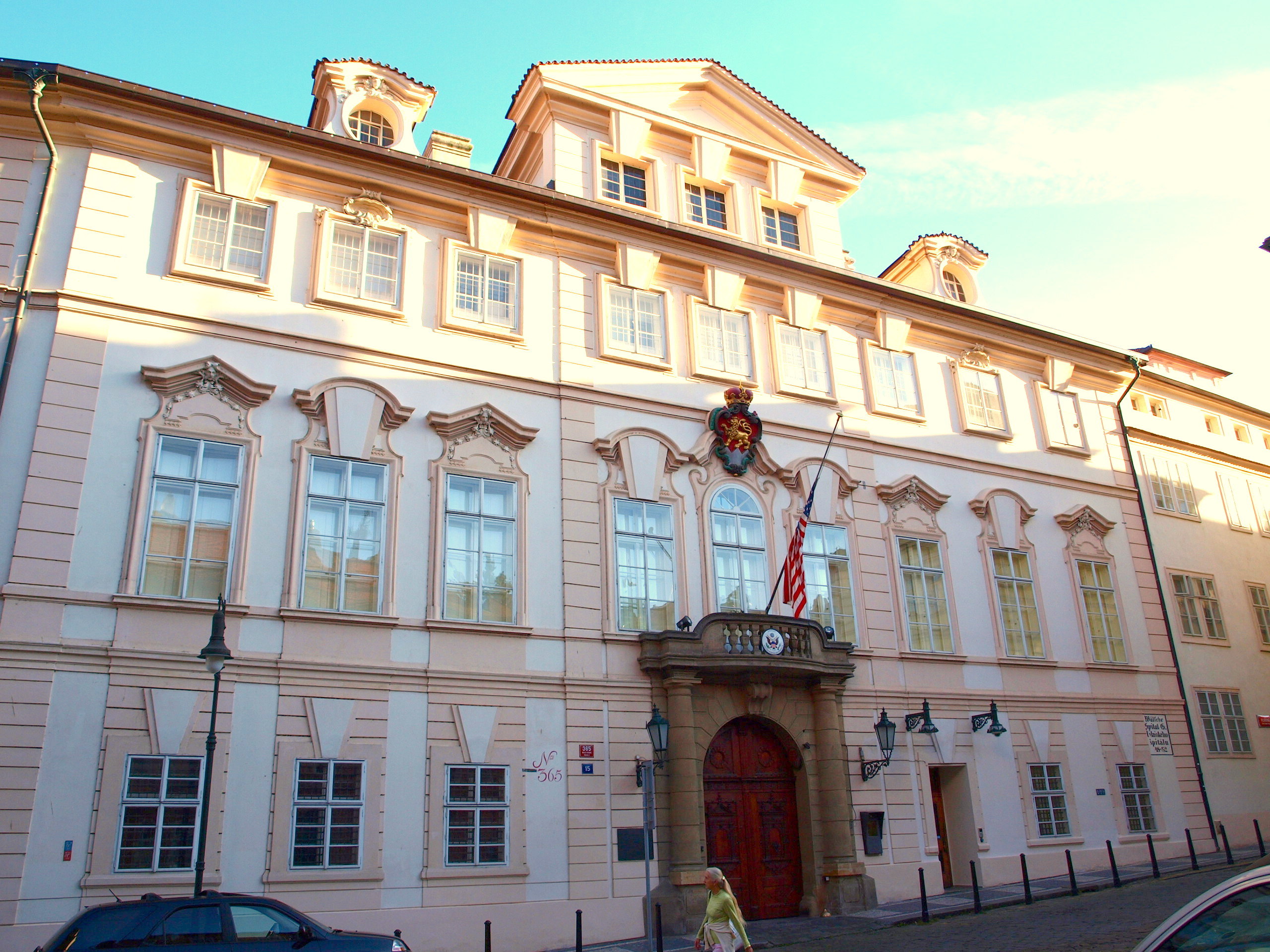
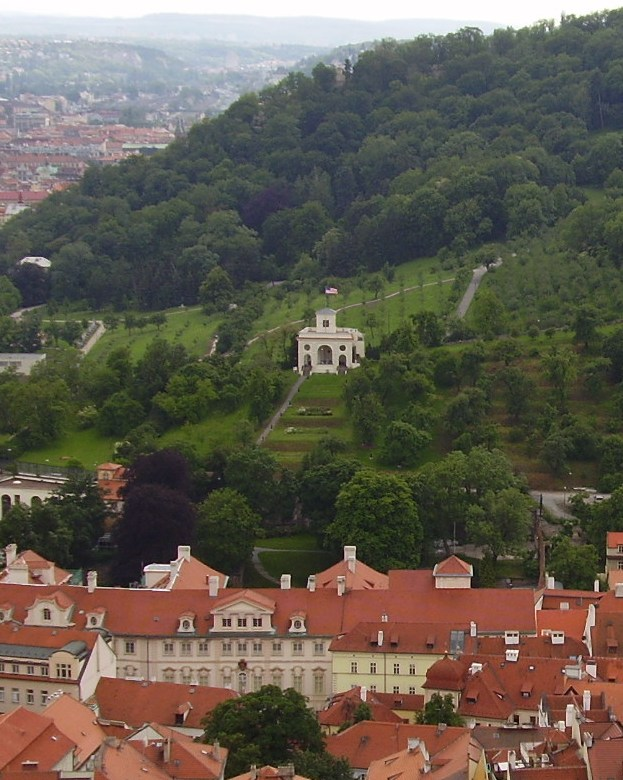
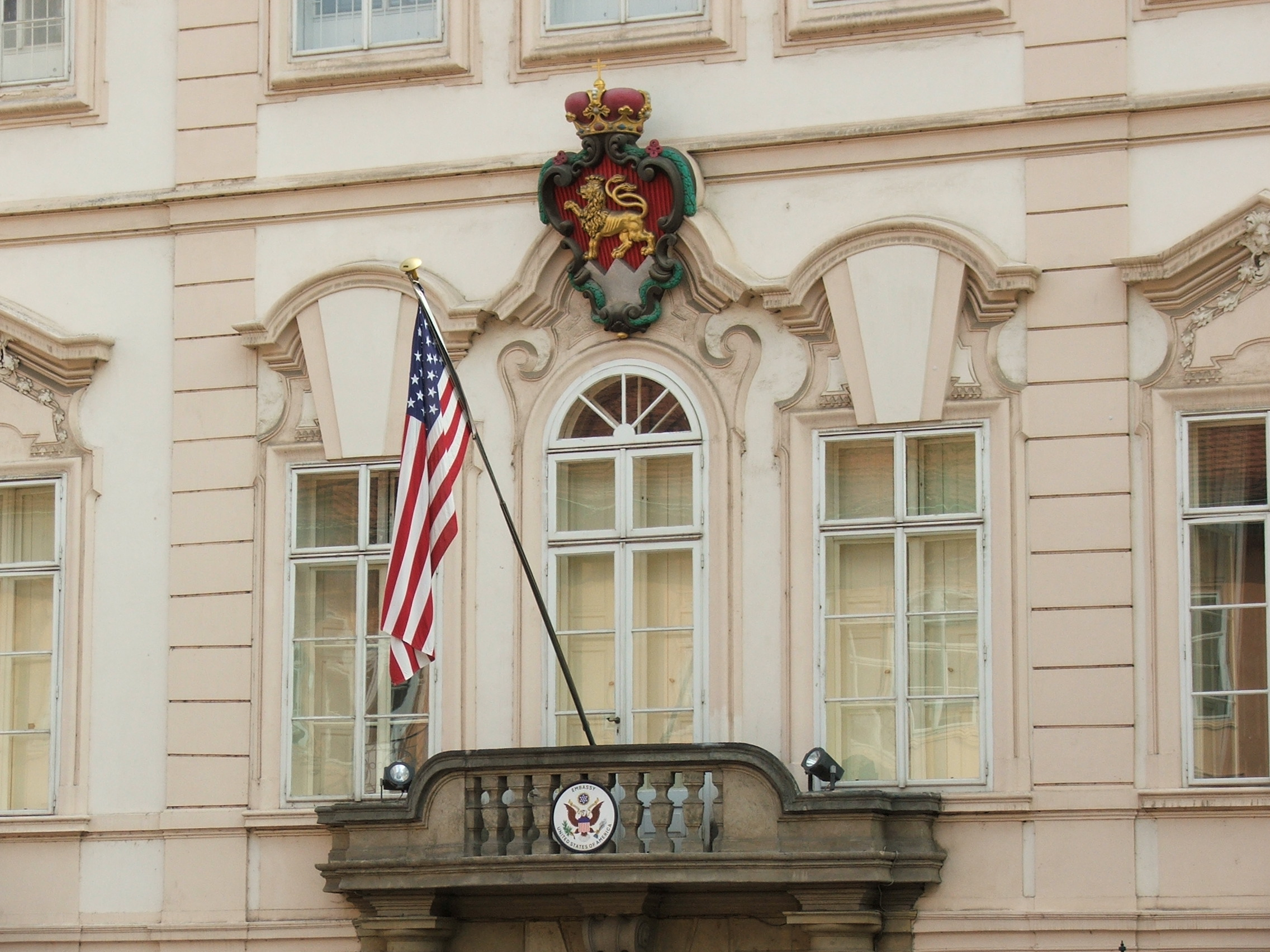
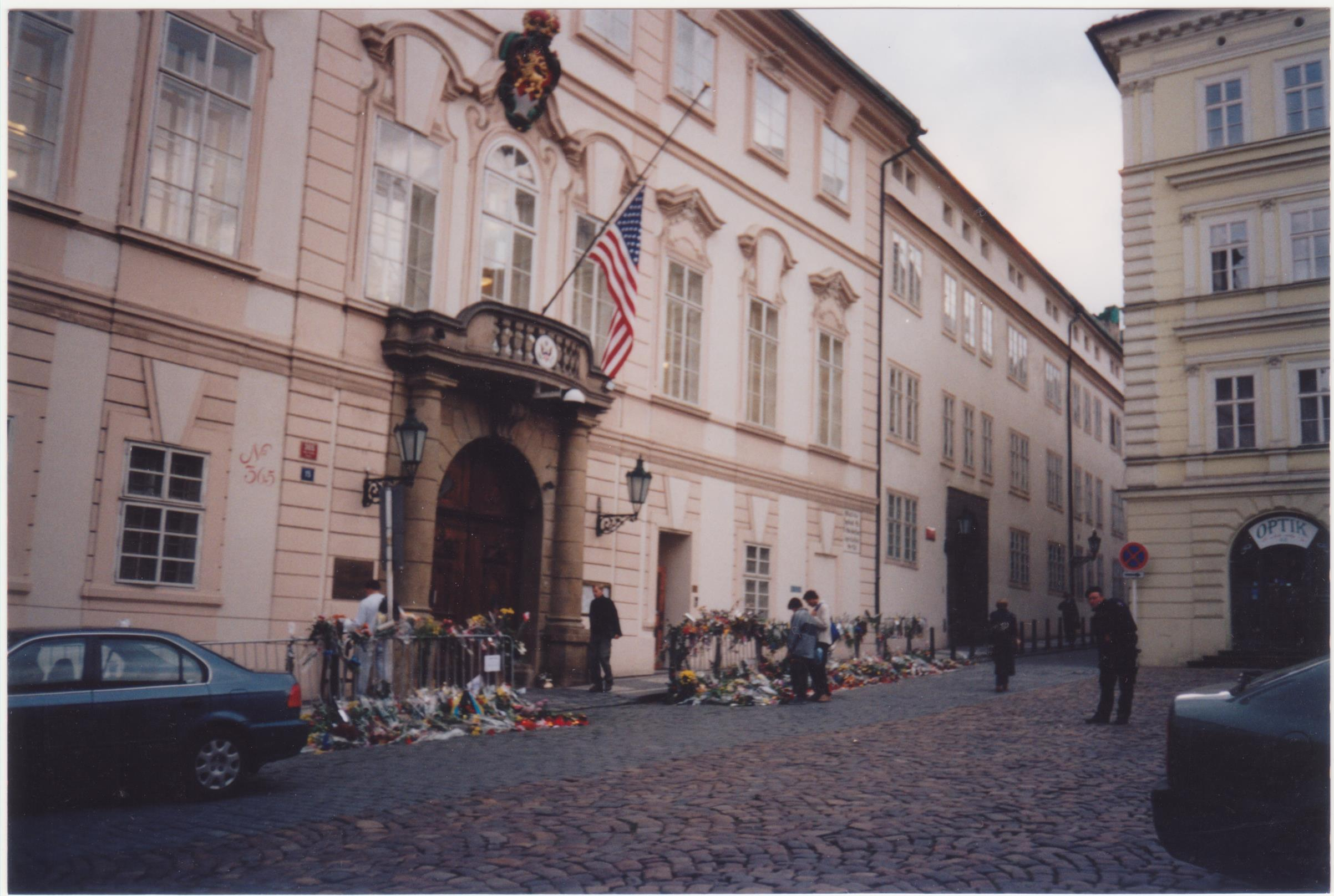

## وصلات خارجية
- الموقع الرسمي
- قائمة سفارات الولايات المتحدة
- قائمة السفارات في التشيك